# Aulacaspis uncinati
Aulacaspis uncinati är en insektsart som beskrevs av Rutherford 1915. Aulacaspis uncinati ingår i släktet Aulacaspis och familjen pansarsköldlöss.
Artens utbredningsområde är Sri Lanka. Inga underarter finns listade i Catalogue of Life.